# Schlacht um Berlin
Pour plus de détails, voir Fiche technique et Distribution.
Schlacht um Berlin est un film allemand réalisé par Franz Baake et Jost von Morr, sorti en 1973.

## Synopsis
Le film relate le bombardement de Berlin pendant la Seconde Guerre mondiale et, plus spécifiquement, le 31 décembre 1944.

## Fiche technique
- Titre : Schlacht um Berlin
- Réalisation : Franz Baake et Jost von Morr
- Production : Bengt von zur Mühlen
- Société de production : Chronos-Film
- Pays :  Allemagne de l'Ouest
- Genre : Documentaire
- Durée : 90 minutes
- Dates de sortie : 
  -  Allemagne de l'Ouest : 1973

## Distinctions
Le film a été nommé à l'Oscar du meilleur film documentaire.